# Valad Kosh
Valad Kosh (persiska: ولد کشت, ولد کش) är en ort i Iran.   Den ligger i provinsen Lorestan, i den västra delen av landet, 400 km sydväst om huvudstaden Teheran. Valad Kosh ligger 1 395 meter över havet och antalet invånare är 310.
Terrängen runt Valad Kosh är kuperad åt nordost, men åt sydväst är den bergig. Runt Valad Kosh är det ganska tätbefolkat, med 72 invånare per kvadratkilometer. Närmaste större samhälle är Cham Khūcheh, 16,1 km sydost om Valad Kosh. Trakten runt Valad Kosh består i huvudsak av gräsmarker.